# Marita Geraghty
Marita Geraghty (* 26. März 1962 in Chicago, Illinois, Vereinigte Staaten) ist eine US-amerikanische Schauspielerin. Ihre bekannteste Rolle ist die der Nancy Taylor im Film Und täglich grüßt das Murmeltier aus dem Jahr 1993.

## Leben und Karriere
Marita Geraghty wurde in Chicago im Bundesstaat Illinois in den Vereinigten Staaten geboren. Sie schloss ihr Studium an der University of Illinois ab und gab 1987 ihr Broadway-Debüt in Coastal Disturbances.
1986 trat sie zum ersten Mal in einem Kinofilm auf und spielte die Rolle der Alice Collins in Gnadenlos. Es folgten nun zahlreiche Auftritte in verschiedenen anderen Filmen, bevor sie 1993 ihre bekannteste Rolle übernahm. Sie verkörperte eine wichtigere Nebenrolle in dem Film Und täglich grüßt das Murmeltier an der Seite von Bill Murray und Andie MacDowell. Außerdem übernahm sie in dieser Zeit Rollen in verschiedenen Fernsehserien wie zum Beispiel Jesse aus dem All im Jahr 1989, wo sie in einer Episode zu sehen war, oder in Für alle Fälle Amy, wo sie die Rolle der Julie Baker in einer Folge übernahm. Außerdem wirkte sie in Ein Hauch von Himmel (2003), Charmed: Zauberhafte Hexen (2003) oder Kate Fox & die Liebe (2003) in jeweils einer Episode mit.
Aber auch ihre Karriere als Filmschauspielerin vernachlässigte sie dabei nicht und trat in verschiedenen Filmen wie Ein ganz normaler Held (1992) oder Der Feind in meinem Bett (1991) auf.
Sie war bis zur Scheidung 2001 mit Michael Maguire verheiratet, mit welchem sie auch zwei Kinder hat.

## Filmografie (Auswahl)
- 1986: Gnadenlos (No Mercy)
- 1987: Spenser (Fernsehserie, 2 Folgen)
- 1987: Morning Maggie (Fernsehfilm)
- 1989: Jesse aus dem All (Hard Time on Planet Earth, Fernsehserie, 1 Folge)
- 1991: Der Feind in meinem Bett (Sleeping with the Enemy)
- 1992: Ein ganz normaler Held (Hero)
- 1993: Und täglich grüßt das Murmeltier (Groundhog Day)
- 1996: Frasier (Fernsehserie, 1 Folge)
- 1997: Chicago Hope – Endstation Hoffnung (Chicago Hope, Fernsehserie, 1 Folge)
- 2001: Für alle Fälle Amy (Judging Amy, Fernsehserie, 1 Folge)
- 2003: Ein Hauch von Himmel (Touched by an Angel, Fernsehserie, 1 Folge)
- 2003: Charmed – Zauberhafte Hexen (Charmed, Fernsehserie, 1 Folge)